# 이 모든 여인들
이 모든 여인들(For att inte tala om alla dessa kvinnor, All These Women)은 스웨덴에서 제작된 잉마르 베리만 감독의 1964년 코미디 영화이다. 비비 앤더슨 등이 주연으로 출연하였다.

## 출연

### 주연
- 비비 앤더슨
- 해리엣 안데르손
- 에바 달벡

### 조연
- 앨런 에드월
- 자를 쿨레